# Sipacapa
Sipacapa – niewielka miejscowość na południowym zachodzie Gwatemali, w departamencie San Marcos. Według danych szacunkowych z 2012 roku liczba mieszkańców wynosiła 760 osób. 
Sipacapa leży około 65 km na północny wschód od stolicy departamentu – miasta San Marcos, tuż przy granicy z departamentami Huehuetenango i Quetzaltenango. Miejscowość leży na wysokości 1970 metrów nad poziomem morza, w górach Sierra Madre de Chiapas. 

## Gmina Sipacapa
Miejscowość jest także siedzibą władz gminy o tej samej nazwie, która jest jedną z dwudziestu dziewięciu gmin w departamencie. W 2012 roku gmina liczyła 11 757 mieszkańców. Gmina jak na warunki Gwatemali jest średniej wielkości, a jej powierzchnia obejmuje 152 km². Ludność gminy jest bardzo spójna etnicznie, dominują Indianie posługujący się majańskim językiem mam. Mieszkańcy gminy utrzymują się głównie z rolnictwa i rzemiosła artystycznego.